# Ruellia purshiana
Ruellia purshiana är en akantusväxtart som beskrevs av Merritt Lyndon Fernald. Ruellia purshiana ingår i släktet Ruellia och familjen akantusväxter. Inga underarter finns listade i Catalogue of Life.